# Анастас Стефанов
 Тази статия е за основателя на МПО.  За българския генерал от Втората световна война вижте Атанас Стефанов.  
Анастас (Атанас) Стефанов (на английски: Anastas Stephanoff, Anastas Stephans) е български емигрантски общественик, първи президент на Македонската патриотична организация в САЩ и Канада.

## Биография
Анастас Стефанов е роден в село Лаген, Кайлярско, тогава в Османската империя. Завършва образованието си и работи като български учител в съседните села, като същевременно е член на Вътрешната македоно-одринска революционна организация. През 1910-1911 година емигрира в САЩ, установява се във Форт Уейн, Индиана и започва да работи в места фабрика.
Застава начело на македоно-българското братство „Костур“ в гр. Форт Уейн. На 1-4 октомври 1922 г. Атанас Стефанов участва в учреждаването на МПО, на което присъстват делегати от около 20 македонски дружества. Избран е за пръв президент на организацията, подпредседател е Траян Николов, временен секретар - Михаил Николов, съветник -  Павел Ангелов, а Атанас Лебамов от Вишени за касиер.